# Lenguas nzebi
Las lenguas nzebi son un grupo filogenético de lenguas bantúes habladas en la cuencia occidental del río Congo y en Gabón. En la clasificación de Guthrie tienen el código B.50. De acuerdo con Nurse y Philippson (2003), las lenguas nzebi forman una unidad filogenética que incluye también el teke occidental (B.70), la lista de lengua de este grupo es:
(B.50) Nzebi, Wanzi, Duma, Tsaangi, (B.70) West Teke (Tsaayi, Laali, Yaa/Yaka, Tyee)
Maho (2009) añade la lengua B502 (mwele) y la B503 (vili (ibhili)).

## Comparación léxica
Los numerales en diferentes lenguas nzebi son:
| GLOSA | Duma    | Nzebi   | Vili       | PROTO- NZEBI     |
| ----- | ------- | ------- | ---------- | ---------------- |
| '1'   | -mɔ     | -mɔ     | mèsì       | *-mɔ(si)         |
| '2'   | -ɔɔlɛ   | -ɔɔli   | wàlì       | *-wali           |
| '3'   | -tatu   | -tat    | tàtù       | *-tatu           |
| '4'   | -na     | -na     | nà         | *-na             |
| '5'   | -taanu  | -taanu  | tàànù      | *-taːnu          |
| '6'   | -samunu | -samuna | sàmùnù     | *-samunu         |
| '7'   | ʦaambu  | ʦaambu  | sâːmbwàːlì | *ʦaːmbwaːli      |
| '8'   | pwɔmbɔ  | pɔɔmbɔ  | náánə̀      | *naːnə / *pwɔmbɔ |
| '9'   | li-bwa  | wua     | vwá        | *-bwa            |
| '10'  | li-kumi | lu-kumi | kúːmí      | *-kuːmi          |